# الیگاتور چینی
الیگاتور چینی (نام علمی: Alligator sinensis) نام یک گونه از سرده الیگاتور است.